# Janine (film)
Pour les articles homonymes, voir Janine.
Janine est un film français réalisé par Maurice Pialat, sorti en 1962.

## Synopsis
Au cours d'une rencontre dans un café du quartier de Strasbourg-Saint-Denis à Paris, Claude et Hubert évoquent leurs relations féminines, ignorant qu'elles concernent une seule personne, Janine...

## Fiche technique
- Titre : Janine
- Réalisation : Maurice Pialat
- Scénario et dialogues : Claude Berri
- Production : Pierre Braunberger
- Société de production : France Opéra Films
- Musique : René Urtreger
- Photographie : Jean-Marc Ripert
- Montage : Geneviève Bastid
- Assistants réalisation : Gabriel Garran, Patrick Bokanowski, Jean-Daniel Simon
- Pays de production : France
- Format : Noir et blanc - Mono - 16 mm
- Durée : 17 min
- Date de sortie :
  - France : 1962

## Distribution
- Claude Berri : Claude
- Hubert Deschamps : Hubert
- Évelyne Ker : Janine
- Mouflette : Lili, la petite fille de Janine